# Эппл, Рэймонд
Рэймонд Эппл (род. 27 декабря 1935, Мельбурн, Австралия) — старший раввин Большой Синагоги в Сиднее (1972—2005), проповедник и наставник во многих других синагогах и организациях. На этом посту он был одним из самых выдающихся австралийских раввинов и ведущим представителем иудаизма в Австралии.

## Образование и начало карьеры
Родился в 1935 году в Мельбурне. Получил образование в престижной старшей школе Мельбурна, затем продолжил обучение в Лондоне. Его ребе (учителем) был доктор Сэмюэль Биллигхаймер (1889—1983). Рэймонд Эппл имеет степень бакалавра искусств и степень бакалавра права Мельбурнского Университета, магистерскую степень в области литературы в Университете Новой Англии, а также диплом преподавателя и смиху (раввинский диплом) из Еврейского колледжа (ныне Лондонская школа еврейских исследований). Он является доктором юридических наук honoris causa в Университете Нового Южного Уэльса, имеет докторское звание в Австралийском католическом университете и звание почетного научного сотрудника Сиднейского университета, является лауреатом премии «Выдающиеся выпускники» Университета Новой Англии.

## Религиозное лидерство
Между 1960 и 1972 годами Эппл служил в лондонских собраниях в Бэйсуотере и Хэмпстеде. Помимо кафедр, которыми он заведовал в Лондоне, рабби Эппл был членом кабинета Главного раввина и служил в качестве религиозного директора Ассоциации еврейской молодежи, еврейского капеллана в британских университетах, председателя еврейского совета по браку и президента Союза англо-еврейских проповедников.
Затем он вернулся в Австралию, где стал старшим раввином в Большой синагоге (Сидней). В Сиднее он также служил даяном и регистратором в Сиднейском Бейт-дине. Он занимал пост президента раввинского совета штата Новый Южный Уэльс, а также был президентом в течение двух четырехлетних сроков и раввином-губернатором Ассоциации раввинов и министров Австралии и Новой Зеландии (впоследствии переименованной в Организацию раввинов Австралии, а затем в Совет раввинов Австралии и Новой Зеландии). С 2016 по 2018 год он занимал пост президента раввинского Совета Америки (RCA) — Израиль.
Раввин Эппл, патрон, бывший президент и бывший редактор журнала Австралийского еврейского исторического общества, опубликовал большое количество исторических исследований об австралийских и британских еврейских общинах.
В течение многих лет он был религиозным консультантом в Исполнительном совете еврейского населения Австралии и Еврейском совете депутатов штата Новый Южный Уэльс, а также занимал многие другие общественные должности.
Межконфессиональный диалог интересовал Эппла на протяжении всей жизни, и он продолжил заниматься этим вопросом в Сиднее. Находясь в Англии, он занимал должность председателя молодежного комитета Совета христиан и евреев Великобритании и был членом совета евреев, христиан и мусульман Европы. Будучи покровителем и бывшим президентом и председателем Австралийского совета христиан и евреев, он также является пожизненным членом и бывшим председателем Совета Нового Южного Уэльса, основавшего Христианско-еврейский обеденный клуб в Сиднее, и был лидером в диалоге с исламом.
В настоящее время Рэймонд Эппл служит президентом Израильского Регионального Совета раввинов Америки.
Помимо этого Эппл является офицером Ордена Австралии за его заслуги перед обществом, а также имеет Юбилейную Королевскую серебряную медаль и медаль Столетия Федерации.

## Служба и общественная деятельность
Рэймонд Эппл был капелланом резерва армии Австралии в течение 15 лет, а в 1988—2006 годах был старшим раввином в Австралийских силах обороны. Он также служил в течение двух сроков в качестве председателя Религиозного консультативного комитета при Службах, будучи первым еврейским представителем, занимавшим этот пост. Эппл был награждён Орденом резервных войск и медалью обороны Австралии. Он также был капелланом в полиции штата Новый Южный Уэльс.
Среди разнообразных педагогических и академических должностей, которые занимал раввин Эппл: директор Объединенного еврейского совета по образованию в Мельбурне (во время которого он вёл заочные курсы для детей, живущих в отдаленных районах Австралии и Новой Зеландии), вице-президент и почётный директор Совета по еврейскому образованию штата Новый Южный Уэльс и преподаватель иудаики в Сиднейском университете и изучения Талмуда в Университете Нового Южного Уэльса. Он является попечителем и бывшим мастером Мандельбаум Хауса, еврейского колледжа в Сиднейском университете, читал лекции в высших учебных заведениях в нескольких странах. Он является председателем издательства Mandelbaum, которое выпускает специализированную иудаику.
Эппл занимает видное место в масонстве, будучи бывшим заместителем великого мастера, бывшим младшим великим смотрителем и бывшим великим капелланом Объединённой великой ложи Нового Южного Уэльса и Австралийской столичной территории, несколько лет он был лектором великой ложи. Он также является опытным историком происхождения масонских ритуалов и символики, опубликовал две книги на эту тему. Он является бывшим мастером ложи «Марка Оуэна» в Сиднее и членом масонской ложи в Иерусалиме.
Рэймонд Эппл опубликовал множество статей о евреях, еврейской истории, евреях в Австралии и различных еврейских и межконфессиональных вопросах. Он является автором «OzTorah» — еженедельной электронной почты и веб-сайта, представляющего понимание чтения Торы, форума Спроси Раввина, и статей по масонству, межконфессиональным вопросам, Британской еврейской истории, и австралийской еврейской общины и ее истории.

## Отставка
Ушедший в отставку в качестве раввина за кафедрой, рабби Эппл со своей женой Мариан живёт с 2006 года в Иерусалиме, где проводит время в исследованиях, письме и преподавании.